# Tití de coll negre
El tití de coll negre (Leontocebus nigricollis) és una espècie de mico de la família dels cal·litríquids que viu a Sud-amèrica, concretament al Brasil, Colòmbia, l'Equador i el Perú.